# 10-я оперативная эскадра
10-я оперативная эскадра кораблей ВМФ (сокращённо: 10-я ОпЭск) — оперативное объединение (оперативная эскадра) кораблей Военно-Морского Флота СССР, предназначавшееся для решения боевых задач на Тихоокеанском театре военных действий в период Холодной войны между СССР (в составе военного блока ОВД) и США (в составе блока НАТО). Создана приказом главнокомандующего ВМФ С. Г. Горшкова от 28 июля 1967 года. Основным боевым противником 10-й ОпЭск на Тихом океане являлся 7-й оперативный флот ВМС США. 10-я оперативная эскадра была расформирована в 1998 году.

## Задачи оперативного объединения
Эскадра была предназначена выполнять следующие задачи:
1. Поиск и слежение за АПЛ, авианосными и десантными соединениями вероятного противника;
2. Участие в обеспечении развёртывания своих подводных лодок в районы боевого предназначения;
3. Ведение разведки с целью вскрытия состояния и деятельности иностранных ВМС;
4. Оказание помощи дружественным странам по решению правительства СССР;
5. Защита имеющимися средствами торговых и промысловых судов СССР в Тихом океане.

## Состав оперативной эскадры
Организационно в структуру 10-й оперативной эскадры входили несколько оперативных соединений. В разные годы практически все тихоокеанские корабли 1-го и 2-го рангов входили в состав эскадры.

## Итоги деятельности
С 1968 по 1993 год корабли 10-й эскадры совершили 204 выхода на боевую службу общей продолжительностью 25 751 сутки, пройдя в водах Тихого и Индийского океанов 2 885 029 морских миль. С 1968 по 1990 год корабли эскадры сопровождали каждый заход американских авианосцев в Японское море и наблюдали за всеми учениями ВМС США как в зоне Японского моря, так и в районах несения боевых служб, проводили систематические поиски иностранных подводных лодок в Японском, Охотском и Филиппинском морях.

## Командный состав

### Командиры эскадры
Эскадрой в разное время командовали:
- Контр-адмирал Ховрин Н. И. (28 июля 1967—1970);
- Контр-адмирал Кругляков В. С. (1970—1975)
- Контр-адмирал Варганов В. Ф. (1975—1979)
- Контр-адмирал Чулков Д. К. (1979—1981)
- Вице-адмирал Дымов Р. Л. (1981—1989)
- Вице-адмирал Хмельнов И. Н. (1989—1993)
- Вице-адмирал Клименок А. М. (1993—1998).

### Заместители командира эскадры
- Капитан 1 ранга Ханин Н. Д. (1967—1969)
- Капитан 1 ранга Вереникин И. И. (1969—1970)
- Капитан 1 ранга Василенко И. В. (1970—1972)
- Капитан 1 ранга Матвиевский О. А. (1972—1980)
- Контр-адмирал Макаренко А. В. (1980—1986)
- Контр-адмирал Самсон В. И. (1986—1990)
- Контр-адмирал Каверзов М. И. (1990—1993)
- Контр-адмирал Темерёв Н. И. (1993—1998)

### Начальники политотдела эскадры
- Капитан 1 ранга Сергеев В. И. (1967—1970)
- Контр-адмирал Усенко Н. В. (1970—1973)
- Контр-адмирал Шигаев Б. А. (1973—1974)
- Контр-адмирал Богачёв Н. П. (1974—1979)
- Контр-адмирал Славский А. М. (1979—1980)
- Капитан 1 ранга Бережной В. К. (1980—1981)
- Контр-адмирал Калинин В. Г. (1981—1983)
- Капитан 1 ранга Чухраев Э. М. (1983—1988)
- Контр-адмирал Образцов В. В. (1988—1991)
- Капитан 1 ранга Свиридов В. Н. (1991—1992)
- Капитан 1 ранга Андрощук Н. И. (1992—1994)
- Капитан 1 ранга Охотников А. А. (1994—1998)

### Начальники штаба эскадры
- Капитан 1 ранга Коростелёв С. В. (1967—1970)
- Капитан 1 ранга Косяченко М. А. (1970—1971)
- Капитан 1 ранга Варганов В. Д. (1971—1975)
- Контр-адмирал Мартынюк Н. И. (1975—1984)
- Контр-адмирал Печкорин А. Д. (1984—1989)
- Контр-адмирал Клименок А. М. (1989—1993)
- Контр-адмирал Петров А. И. (1993—1998)